# Tetracloruro de molibdeno
El tetracloruro de molibdeno es un compuesto inorgánico cuya fórmula empírica es MoCl4. El material existe en dos polimorfos, ambos sólidos paramagnéticos de color oscuro. Estos compuestos son de interés principalmente como precursores de otros complejos de molibdeno.

## Estructura
El polimorfo α es un polímero. El polimorfo β es un hexámero. En ambos polimorfos, el centro de Mo es octaédrico, con dos ligandos cloruro terminales y cuatro ligandos doblemente puente. Además de estas dos fases binarias, se conocen varios aductos con la fórmula MoCl4L2, donde L es una base de Lewis.

## Preparación
El tetracloruro de α-molibdeno se puede preparar a partir de la decloración del pentacloruro de molibdeno con tetracloroeteno: 
2 MoCl5  +  C2Cl4   →  2 MoCl4  +  C2Cl6
El calentamiento de tetracloruro de α-molibdeno en un recipiente sellado en presencia de pentacloruro de molibdeno induce la conversión al polimorfo β. 

## Reacciones
Cuando se calienta en un recipiente abierto, el tetracloruro de molibdeno desprende cloro, dando tricloruro de molibdeno; 
2 MoCl4   →  2 MoCl3  +  Cl2
El aducto complejo de acetonitrilo se puede preparar reduciendo el pentacloruro con acetonitrilo:  
2 MoCl5  +  5 CH3CN   →  2 MoCl4(CH3CN)2  +  ClCH2CN  +  HCl
Los ligandos MeCN se pueden intercambiar con otros ligandos:
MoCl4(CH3CN)2  +  2  THF →  MoCl4(THF)2  +  2 CH3CN
El pentacloruro puede reducirse al complejo éter MoCl4(Et2O)2 utilizando polvo de estaño. Es un sólido beige, paramagnético 